# Cidones
Cidones è un comune spagnolo di 310 abitanti situato nella comunità autonoma di Castiglia e León.